# Distretto di Mueang Sakon Nakhon
Il distretto di Mueang Sakon Nakhon (in thailandese: อำเภอเมืองสกลนคร) è un distretto (amphoe) della Thailandia, situato nella provincia di Sakon Nakhon, della quale è il capoluogo.